# Refrescamento
Refrescamento é uma técnica utilizada por computadores modernos para diminuir drásticamente o custo das memórias do tipo RAM. Cada bit é atualizado diversas (60 a 100) vezes por segundo, devido a redução de componentes usados para representar cada bit. Esta redução causa a perda da informação na leitura e no tempo.